# Rhipsalis neves-armondii
Rhipsalis neves-armondii är en kaktusväxtart som beskrevs av Karl Moritz Schumann. Rhipsalis neves-armondii ingår i släktet Rhipsalis och familjen kaktusväxter. Inga underarter finns listade i Catalogue of Life.

## Bildgalleri

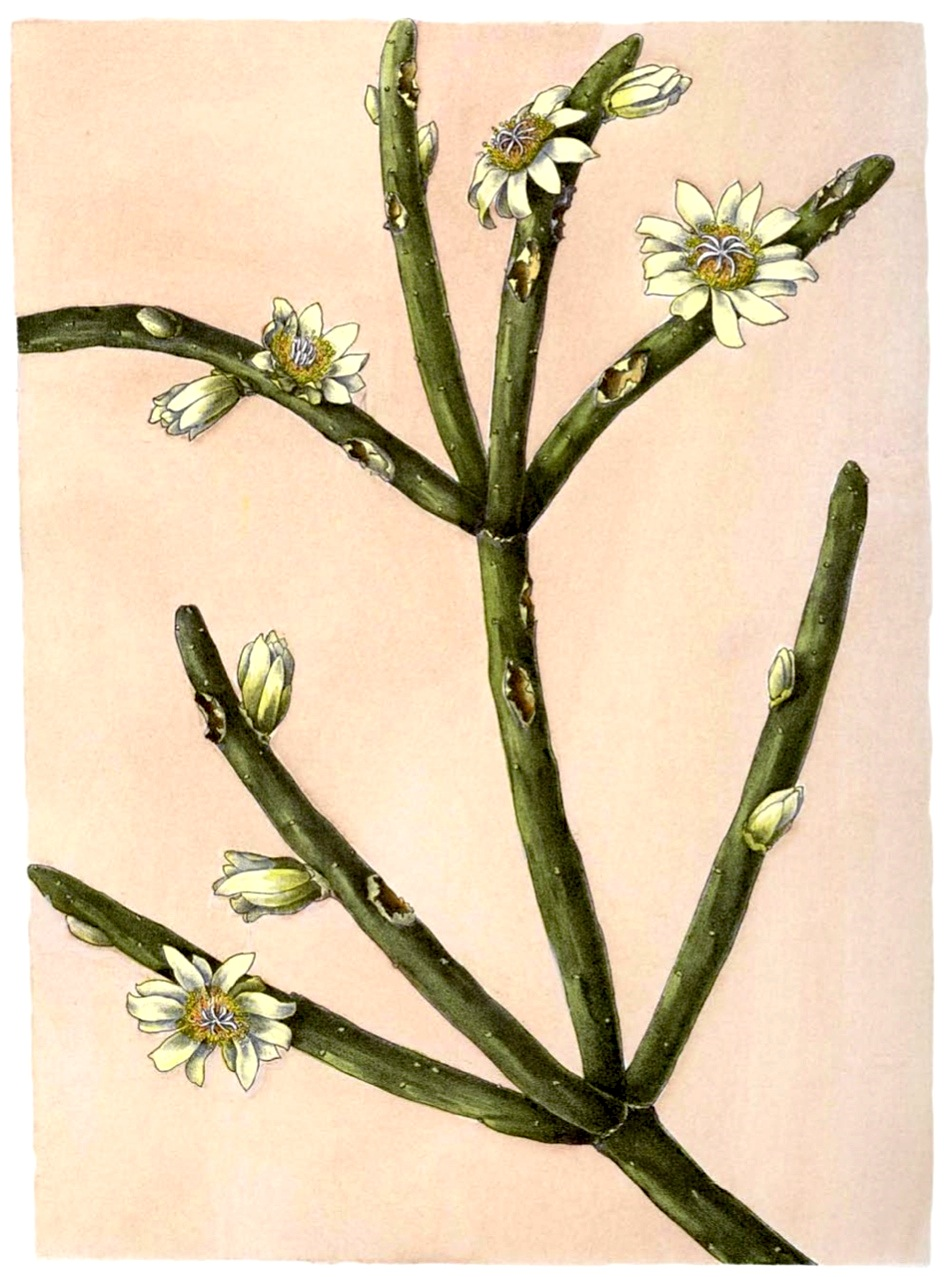
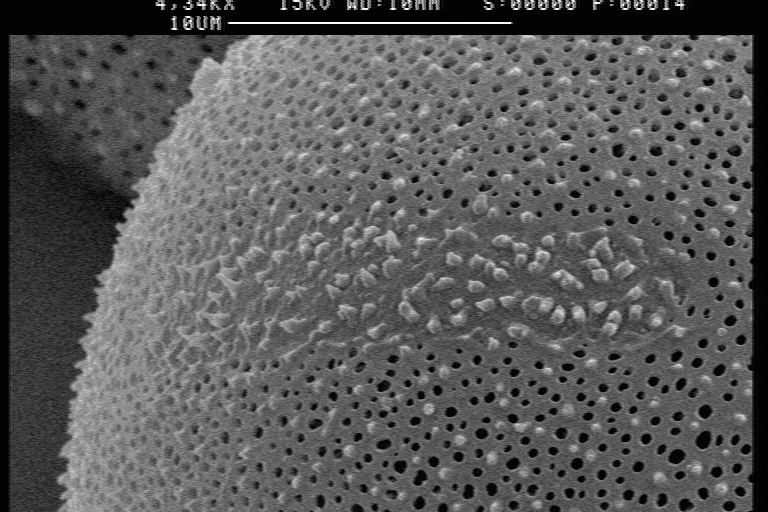
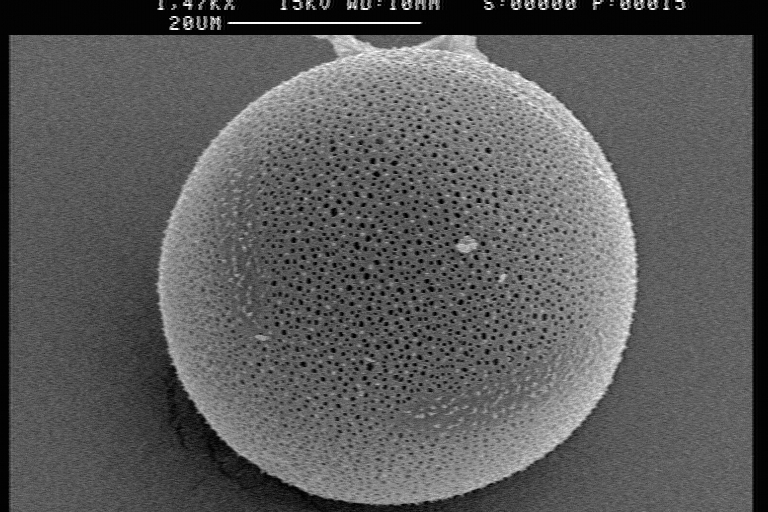
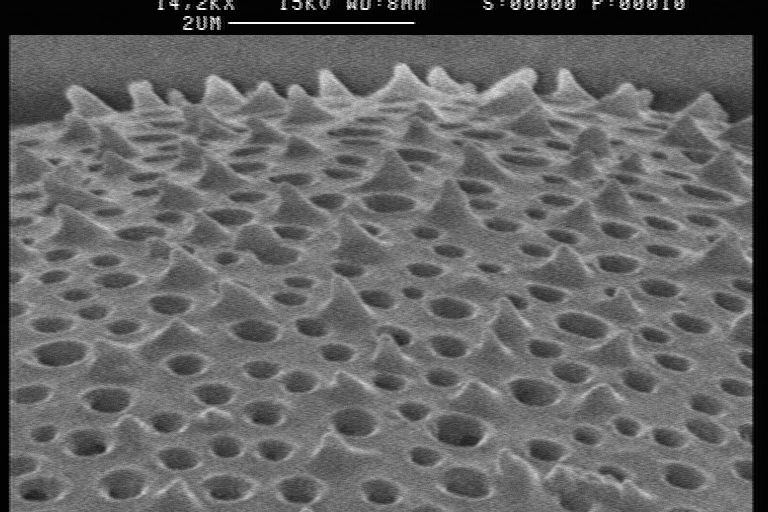
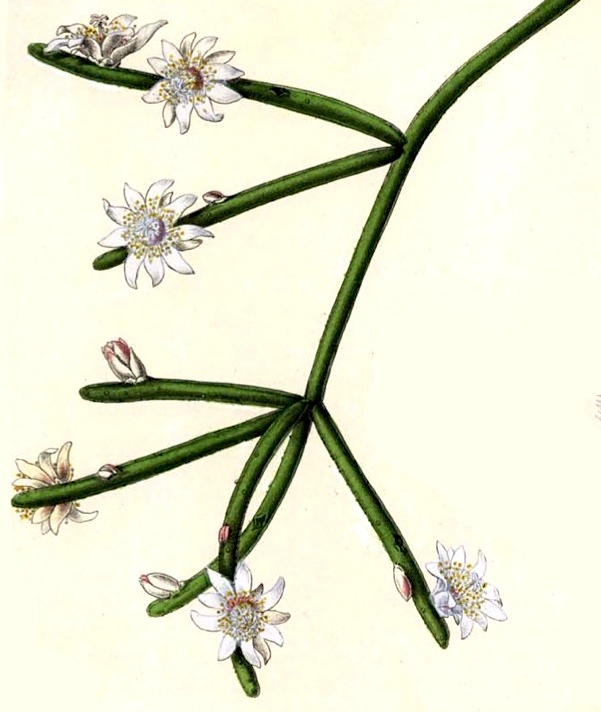
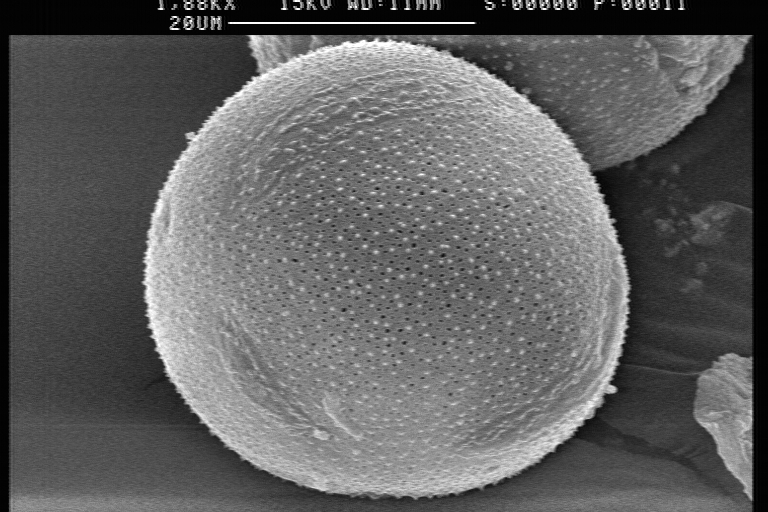